# Giacomo Becattini
Pour les articles homonymes, voir Becattini.
 (août 2010).
Si vous disposez d'ouvrages ou d'articles de référence ou si vous connaissez des sites web de qualité traitant du thème abordé ici, merci de compléter l'article en donnant les références utiles à sa vérifiabilité et en les liant à la section « Notes et références ».
Giacomo Becattini (né le 4 mars 1927 à Florence et décédé le 21 janvier 2017) est un universitaire et un économiste italien.

## Biographie
Théoricien de l'économie Giacomo Becattini a enseigné, de 1962 à 1999, l'économie politique à l'université de Florence. Il est connu pour avoir réactualisé, dans les années 1970, la notion de district industriel d'Alfred Marshall.
Il est considéré, avec Romano Prodi, comme le père de l'« école italienne d'économie industrielle. »

## Publications

### Livres
- Il calabrone Italia. Ricerche e ragionamenti sulla peculiarità economica italiana, 272 p., Editore Il Mulino, 2007
- Ritorno al territorio, 329 p., Editore Il Mulino, 2009
- Industria e carattere. Saggi sul pensiero di Alfred Marshall, 218 p., Mondadori, 2010

### Articles et contributions
- Giacomo Becattini, Le district marshallien : une notion socio-économique, in Georges Benko et Alain Lipietz Alain, Les régions qui gagnent, PUF, 1992, p. 37 à 39
- Notices d'autorité :   - VIAF
  - ISNI
  - BnF (données)
  - IdRef
  - LCCN
  - GND
  - Italie
  - CiNii
  - Espagne
  - Pays-Bas
  - Israël
  - NUKAT
  - Catalogne
  - WorldCat